# Charbon bitumineux
Le charbon bitumineux (bituminous coal ou black coal pour les anglophones) est un charbon assez léger, plutôt tendre et poreux, contenant une substance huileuse grasse improprement qualifiée de « bitume », ce qui pourrait le faire classer dans les roches mères d'autant que c'est le type de charbon réputé libérer le plus de grisou (mélange gazeux explosif).

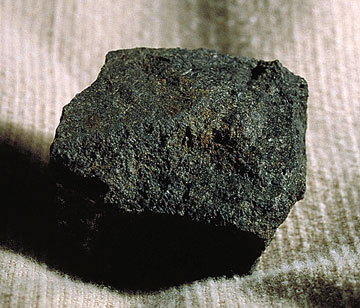
Charbon bitumineux

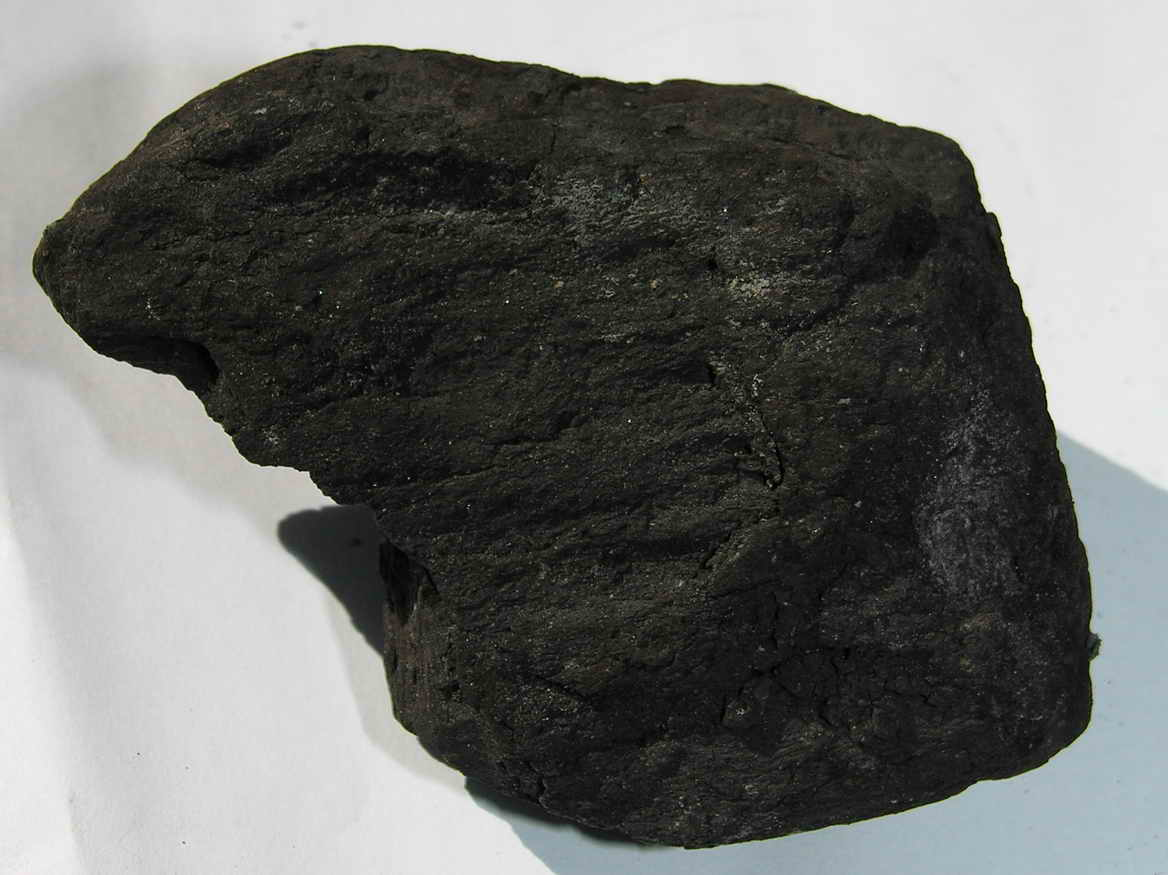
Autre type de charbon bitumineux

Son exploitation industrielle souterraine est jugée dangereuse en raison des grandes quantités de grisou qu'il peut libérer, susceptible de provoquer de violentes explosions souterraines. Son extraction exige donc des procédures de sécurité plus élevées concernant la ventilation des galeries de mine et la surveillance des teneurs de l'air en gaz et les matériels électriques (qui ne doivent pas produire d'étincelles).
Aux États-Unis, c'est le symbole de la Virginie-Occidentale qui en possède des gisements importants, exploités depuis plus d'un siècle.

## Description physique
Sa couleur est noirâtre à brun foncé. Ses lignes de cassures présentent des reflets plus ou moins brillants organisés en bandes, qui sont utilisés pour en classer les variantes ou donner des indice sur ses caractéristiques stratigraphiques (dull, bright-banded ou bright, dull-banded pour les anglophones). Le géologue identifie deux constituants macéraux principaux : la vitrinite et l'exinite.
Sa masse volumique dans le gisement est en moyenne de 1 346 kg/m3 ; en poudre ou granulé, sa masse volumique est typiquement de 833 kg/m3.
Sa structure chimique fine peut être étudiée par résonance paramagnétique électronique.

## Utilisations
Il est surtout utilisé comme combustible solide et source d'énergie pour produire de la chaleur, de la vapeur d'eau, du mouvement, de l'électricité, éventuellement en cogénération ou en trigénération ; pour cela, il est de meilleure qualité que le lignite, mais moins énergétique que l'anthracite, le pétrole ou le gaz naturel.

Un kilogramme de charbon bitumineux libère de 24 à 35 MJ d'énergie thermique (de 21 à 30 millions BTU par tonne courte) pouvant être convertie en énergie motrice et en électricité.
En cimenterie (pulvérisé), il peut alimenter les « précalcinateurs » très consommateurs d'énergie. À relativement basse température (800 à 1 000 °C), ils produisent moins de NOx, mais avec comme inconvénient une durée de combustion qui doit être plus longue (plusieurs secondes).
Certaines variétés de charbons bitumineux sont également utilisées pour produire du coke pour la métallurgie.
Comme il présente une certaine porosité, on a aussi expérimentalement tenté (en Inde) d'utiliser du charbon bitumineux, normal ou (avec alors de meilleurs résultats) préparé comme sorbant. La préparation était faite par traitement hydrothermique afin de lui incorporer des groupes fonctionnels supplémentaires et de changer la nature chimio-colloïdale de sa surface pour améliorer l'adsorption de Cu (II), Ni (II), Zn (II) et Cr (VI) au peroxyde d'hydrogène et par imprégnation d'oxyde de manganèse. Il s'agissait de tester ses capacités à adsorber (un peu à la manière du charbon de bois) des éléments chimiques toxiques, polluants ou indésirables, dont par exemple des métaux lourds ou le chrome d'effluent industriel. Par exemple, il se montre capable d'absorsber/adsorber de grandes quantités de plomb moléculaire/ionique (jusqu'à 92,52 % pour le Pb II à pH 8).

## Genèse géologique
Il a généralement été formé par une forte pression exercée sur le lignite (lui-même issu de la décomposition d'anciennes tourbières), alors que sa couche géologique s'enfonçait dans le sous-sol.
C'est une roche sédimentaire principalement composée de matières d'origine organique structurées et transformées (diagenèse) par une compression dite sub-métamorphique.

Il contient 60 à 80 % de carbone fossile ; le reste étant principalement constitué d'eau, d'air, d'hydrogène et de soufre, qui n'ont pas été chassés ou détruits des macéraux par la pression et/ou la température. Il contient aussi des éléments-traces métalliques polluants (métaux lourds dont mercure), métalloïdes, dont arsenic) et des radionucléides. Ceux-ci sont libérés lors de la combustion du charbon et ensuite dispersés dans les vapeurs, fumées, mâchefers et cendres.

## Classifications technique, commerciale et industrielle
Indépendamment de leurs définitions géologiques (« lithotype »), les charbons bitumineux sont classés selon plusieurs critères physico-chimiques, qui sont principalement :
- la réflectance de la vitrinite qu'ils contiennent ;
- leur teneur en humidité ;
- leur teneur en composés volatils ;
- leur plasticité ;
- leur teneur en cendres (la quantité de cendres qu'ils laissent après combustion) ;
- leurs caractéristiques d'auto-inflammation[6].

## Valeur commerciale
Le charbon est vendu plus cher quand il est plus plastique, qu'il contient des hydrocarbures plus volatils et qu'il présente une moindre « teneur en cendres », avec le moins de carbonates, phosphore et soufre la plus faible possible.
La plasticité est une caractéristique vitale pour la cokéfaction, indice de son aptitude à contribuer progressivement aux phases de la cokéfaction. Elle est mesurée par des tests de dilatation charbon. Une faible teneur en phosphore est en outre essentielle à ces charbons parfois dits « métallurgiques », car le phosphore est un « poison » (élément hautement délétère) dans la fabrication de l'acier. En cas de volatilité et de plasticité médiocre, on lui préfère le charbon à coke. Le test utilisé pour la vérifier est l'« indice de gonflement libre ». En fonction de leur teneur en matières volatiles et de leur indice de gonflement, différents mélanges de charbons (bitumineux ou non) peuvent être faits pour optimiser leur qualité en tant que carburant ou coke.
La volatilité est un critère « critique » pour la sidérurgie et pour la production d'énergie, car elle influe sur le taux de combustion du charbon. Quand le charbon est plus riche en composés volatils, il s'enflamme mieux et brûle mieux, bien que contenant moins de carbone et donc une moindre énergie potentielle par unité de volume.

Les fonderies doivent équilibrer et optimiser les teneurs en matières volatiles de leurs charbons pour la facilité d'allumage, et mieux contrôler le taux de combustion et la chaleur émise.
La faible teneur en cendre, en soufre et en carbonate du charbon est prisée des producteurs d'électricité car elle diminue très significativement la quantité de scories produites dans les chaudières, ainsi que la quantité de fumées et particules, ainsi que de gaz acides (acide sulfurique, chlorhydrique, SO2, mais aussi du H2O qui corrode certains aciers en cours de fabrication, et qui sont très corrosifs pour les installations) et d'autres polluants de l'air. Les coûts de filtration/épuration des gaz sont diminués. Les carbonates sont néfastes car ils forment des croutes dans les chaudières et sur les échangeurs thermiques. Le soufre contribue des effluents gazeux contribue aux pluies acides, aux smogs aux cancers et aux maladies pulmonaires, et indirectement à l'acidification des eaux (qui est aussi due à l'acide carbonique également produit par la combustion du charbon ou d'autres hydrocarbures)

### Smithing coal
Le charbon bitumineux dit « smithing coal », produisant le moins de cendres volantes, et le moins riche en soufre et autres produits indésirables est d'une qualité adaptée aux besoins des forges et a été très utilisé pour cet usage au début du XXe siècle. Après la Première Guerre mondiale, alors que la métallurgie des métaux ferreux est en pleine expansion, pour être vendus comme tels, les constituants indésirables d'un charbon bitumineux ne devaient pas dépasser les taux indiqués ci-dessous.
| Constituant                | Taux (%) |
| -------------------------- | -------- |
| Sulfures                   | < 1      |
| Cendres (après combustion) | < 7      |
| Carbone                    | > 70     |
| Teneur en eau              | < 12     |

### Cannel coal
Ce terme anglophone (dérivant de l'ancien anglais ; littéralement bougie charbon) désigne un charbon qui s'enflamme facilement en produisant une flamme brillante.

Il contient une haute teneur en matières volatiles, et a été utilisé pour produire une huile de charbon en Virginie dès le milieu des années 1800.
L'utilisation de ce type de charbon a considérablement décliné au cours du XXe siècle, mais il est parfois encore utilisé par certains artistes pour sa capacité à être taillé et poli en sculptures ou bijoux[réf. nécessaire].

### Charbon à coke
Pour être utilisé dans de nombreux procédés industriels métallurgiques, le charbon bitumineux doit d'abord être « coké » (dans une usine dite « cokerie ») pour éliminer ses composés volatils et diminuer le nombre de particules réactives qui seront émises lors de l'utilisation du coque.
C'est une opération très polluante car la plupart de ces composés sont cancérogènes, mutagènes et/ou de puissants acidifiants de l'air ou des pluies et interagissent via leurs aérosols avec le climat local et global, jouant un rôle dans le dérèglement climatique.
Elle est réalisée par chauffage du charbon en l'absence de dioxygène, ce qui entraîne hors du charbon des hydrocarbures tels que le propane, le benzène et d'autres hydrocarbures aromatiques ainsi que des gaz soufrés. Une grande part de l'eau contenue dans le charbon bitumineux en est également ainsi extraite.

Le charbon à coke est ensuite refroidi ; ce matériau poreux dur et gris peut alors être vendu aux aciéries qui l'utilisent pour produire le fer à partir du minerai de fer.

## Classement par période géologique
La plupart des hydrocarbures fossiles datent du Carbonifère, mais il existe aussi des charbons bitumineux ou non un peu plus récents.

### Charbon du Carbonifère
Le charbon bitumineux d'Amérique du Nord (et donc celui des États-Unis) a été produit sur une longue période, étalée sur plus de 200 millions d'années ; de - 100 à - 300 millions d'années environ.
Dans le sous-sol de l'actuelle Amérique du Nord, une grande partie du charbon s'est formée durant le Carbonifère, durant la sous-période dite du « Pennsylvanien », dans les zones de subsidence adjacentes de la chaine des Appalaches ; probablement à partir de la tourbe et des dépôts de spores et d'autres matières organiques accumulés dans l'immense réseau de zones marécageuses plus ou moins enforestées qui couvrait alors une grande partie de cette aire géographique.
Au Carbonifère, le charbon est apparu là où cette matière était enfouie plus vite qu'elle pouvait se décomposer ou être recyclée dans l'écosystème, formant d'immenses puits de carbone, qui, selon l'hypothèse de James Lovelock, ont permis au climat de ne pas se réchauffer alors que la température moyenne du soleil augmente régulièrement.
Le charbon bitumineux est encore le plus extrait du bassin appalachien, aujourd'hui principalement pour alimenter des centrales thermiques de production d'électricité. L'activité minière s'y effectue de manière souterraine ou en surface, selon les cas. Le Pocahontas bituminous coal a un certain temps alimenté la moitié des navires à vapeur des marines du monde entier ; et il alimente toujours des aciéries et des centrales électriques dans de nombreux pays.

### Charbon permien
Formé durant le Permien, il constitue la seconde réserve en charbon bitumineux du monde. Il est essentiellement localisé dans les couches géologiques permiennes de Russie.
Des gisements existent aussi en Australie, dans le bassin de Bowen dans le Queensland, dans le bassin de Sydney et de Perth où des épaisseurs de plus de 300 m sont connues. Au rythme où elles sont exploitées, les réserves et ressources actuelles devraient encore durer 200 ans.
L'Australie exporte la majorité de son charbon à coke pour la sidérurgie et au Japon. Certains des charbons australiens sont considérés comme les meilleurs au monde à ces fins, nécessitant peu ou pas de mélange. Certains charbons bitumineux du Permien (comme certains charbons du Trias) en Australie sont aussi les plus appropriés pour le craquage huile, c'est-à-dire en un pétrole pouvant produire des carburants ou être utilisé par la carbochimie.

### Charbon du Trias
Des charbons datés du Trias sont connus en Australie, dans les bassins de Clarence-Moreton et dans le bassin d'Ipswich, près de Ipswich et de la Fosse Esk. Les charbons de cette époque sont rares. Beaucoup contiennent des fossiles de plantes à fleurs.
Ils comptent aussi parmi les meilleurs charbons à coke.

### Charbon jurassique
On en connait des gisements importants, sub-bitumineux. Mais ils ont peu de valeur énergétique ou pour la carbochimie.
Ils s'étendent à travers le bassin de Surat (bassin d'affaissement intracratonique), et contiennent des traces d'activité des dinosaures et de nombreuses couches de cendres.

Ils sont exploités dans le Queensland (Walloon Coal Measures), en veines ayant jusqu'à 15 m d'épaisseur, sub-bitumineuses à bitumineuses, produisant un charbon adapté à la production de coke, de vapeur ou au craquage afin de produire des hydrocarbures pétroliers.

## Impacts environnementaux
L'extraction du charbon (drainage minier acide…), son transport et plus encore sa transformation (cokerie), sa combustion et son utilisation métallurgique sont des activités polluantes, ayant des effets sur l'eau, l'air et les sols, ainsi que sur les écosystèmes et la santé humaine, même si d'importantes améliorations ont été faites. Parmi ces améliorations, on peut citer son utilisation sous forme pulvérulente dans les brûleurs, qui optimise la combustion et, dans les années 1980-1990 des améliorations des systèmes de combustion et pré-combustion ont permis de réduire les émissions de poussières, particules, suies, noir de carbone et nanoparticules, de NOx et de SO2.
Les « terrils » et autres crassiers de cendres volantes et mâchefers peuvent ensuite durablement relarguer divers polluants dans l'air (envols de poussières), dans l'eau et les sols.
Les matières carbonées fossiles ont des propriétés réductrices et sorpsives à l'égard de l'uranium et du thorium, notamment étudiées par Breger et Deul (1956) et par Bejrassiva (1858) et largement décrites dans les années 1950 par Stach, Teichmüller, Ramdohr, Liebenberg, Davidson et Bowie. Dans les microfissures de certains charbons, on trouve de la pechblende.

Lors de toutes les étapes de leur formation, la tourbe, puis les charbons, ont eu une propension naturelle à absorber/adsorber divers éléments de l'environnement dont les métaux lourds et certains radionucléides minéralisés dans le charbon. « La fixation de l'uranium dans le charbon semble se produire avant le phénomène de houillification des charbons actuellement bitumineux » ; Comme d'autres types de charbon, certains charbons bitumineux dits « uranifères » peuvent donc contenir des quantités significatives (à importantes en termes d'impacts potentiels dans certaines circonstances) d'uranium et d'autres radionucléides (thorium en particulier), et de ce fait libérer des radionucléides gazeux lors de l'exploitation (ex. : radon, descendants radiogéniques et radioactifs de l'uranium), puis divers radionucléides lors de la combustion.
Il en reste aussi dans les mâchefers et dans les stocks de cendres volantes produits par les usines métallurgiques et les centrales électriques au charbon. L'étude microscopique, métallographique, minéragraphique et autoradiographique des « charbons uranifères » a mis en évidence (dès les années 1960) des « dégâts radiatifs » dans ces charbons, qui peuvent être sources d'information sur leur diagenèse (par exemple dans les gisements du Schaentzel, Jedwab, Jacques a observé « une très faible activité du charbon dépourvu d'inclusions ou de fissures, ainsi qu'une relation entre l'augmentation locale de la réflectivité et la quantité d'uranium ».

## Réserves
Tous les pays n'ont pas publié leurs chiffres de réserves certaines ou estimées, et ces chiffres sont dans certains cas incertains.
On sait cependant qu'il reste beaucoup de charbon sur la planète, et que le charbon bitumineux en constitue parfois une part très importante (plus de 95 % en Inde)
Les États-Unis disposent des réserves de charbon les plus importantes du monde (447 GT, dont 54 % seraient bitumineux et 37 % sub-bitumineux (pour 9 % de lignite) ; selon l'estimation publiée en 2006 par le Comité américain du WEC.
La seconde réserve serait située dans le sous-sol de l'Australie avec 97,3 Gt de ressource prouvée, dont 57 % de charbon bitumineux et sub-bitumieux, pour 43 % de lignite).
L'Inde annonce de son côté 100 Gt de ressources prouves (dont 96 % en charbon bitumineux)

## Recherche
La recherche récente porte notamment sur les moyens de rendre l'usage du charbon moins polluant ou les alternatives à certains de ses usages. Des travaux récents portent sur la récupération du CO2 et éventuellement des particules carbonées (suies) dans les installations afin de les réorienter vers le stockage géochimique (puits de carbone artificiels)…
De très nombreux travaux de recherche ont porté sur les modes de combustion (taille et flux des particules à injecter, type de lit fluidisé, etc.).

D'autres travaux ont concerné des tentatives de gazéification in situ (c'est-à-dire dans la couche géologique elle-même) ou encore des usages en carbochimie, pour la filtration, le post-carcking (« postcraquage ») en présence d'hydrogène des matières volatiles dégagées au cours de l'hydropyrolyse, etc.